# Pontelagoscuro

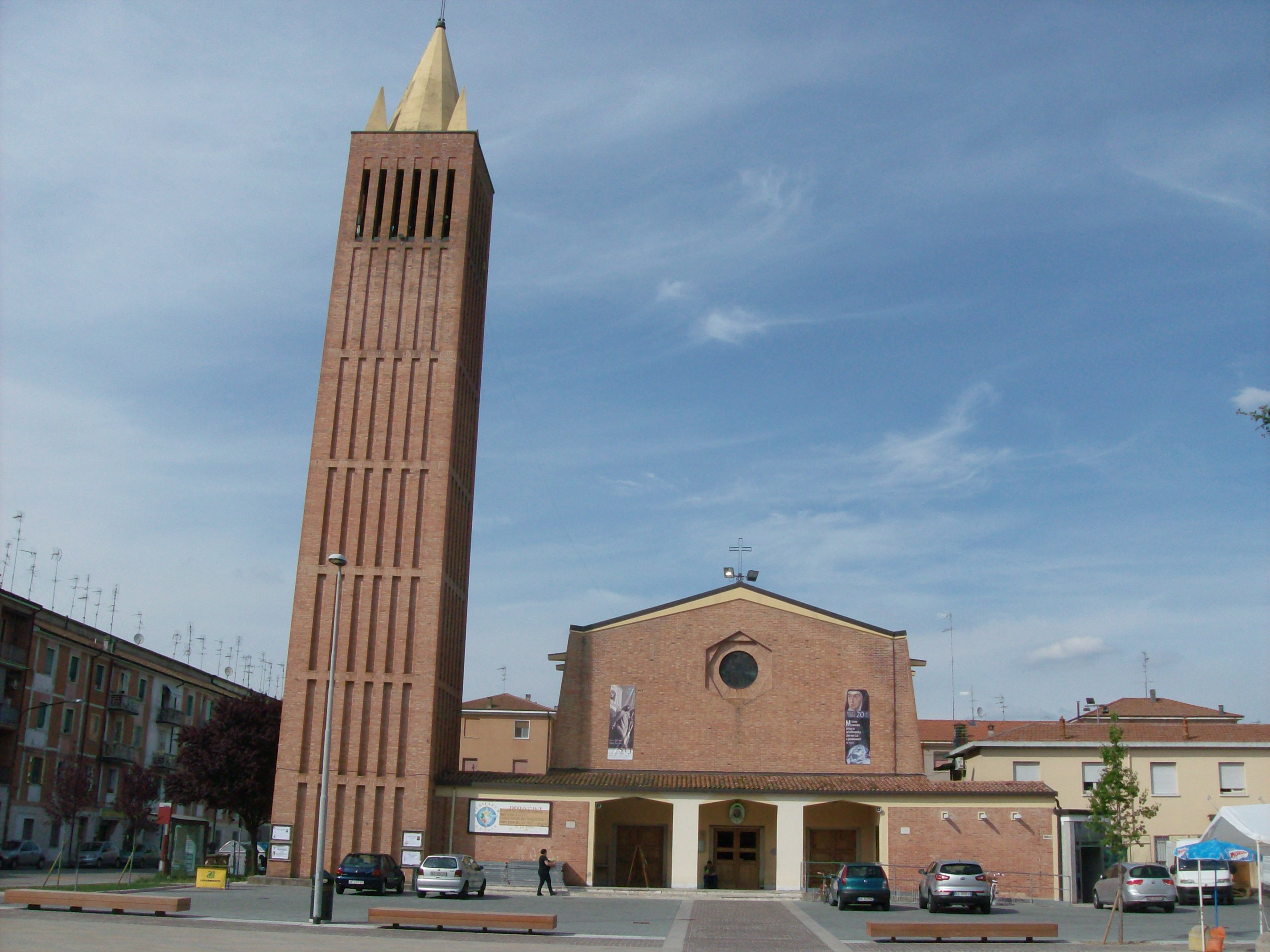
Pfarrgemeinde St. Johannes der Täufer (Erzpriester)

Pontelagoscuro ist eine Fraktion der Gemeinde Ferrara mit etwa 6.000 Einwohnern.

## Geographie
Pontelagoscuro liegt in einem überwiegend flachen Gebiet, etwa 7 km von Ferrara entfernt, am rechten Ufer des Po, an der engsten Stelle des Flusses, wo sich die Eisenbahn- und Straßenbrücken befinden. Diese Lage (die „Brücke“, ital. „Ponte“) gab dem Ort seinen Namen, der ein Durchgangs- und Verbindungsort zwischen der Provinz Ferrara und der Region Venetien ist.

## Geschichte

### Das historische Pontelagoscuro
Die Gestalt des historischen Zentrums von Pontelagoscuro wurde von der Via Coperta geprägt, einem 110 m langen Säulengang, der als Lagerhaus diente. Er wurde 1648 erbaut, um die Lagerung von Waren zu ermöglichen, die damals aus allen Teilen der bekannten Welt den Po aufwärts kamen und hier entladen wurden, um in der unteren Poebene verkauft zu werden. Im 15. Jahrhundert ließ die Familie Este in Pontelagoscuro eine große Brücke über den Po bauen, die mehr als 700 Meter lang war, auf großen Booten ruhte und durch Bastionen und andere Verteidigungsanlagen geschützt war.
Der Laubengang der Via Coperta war bereits wenige Jahrzehnte nach seiner Erbauung seitlich von Läden gesäumt und entwickelte sich im 18. Jahrhundert zu einer regelrechten Passage, in der das Geschäftsleben des Dorfes pulsierte.

1812 wurde eine der ersten Seifenfabriken der Welt eröffnet, die „Chiozza Turchi“, die jahrzehntelang offizieller Lieferant des englischen Königshauses war.

### Das neue Pontelagoscuro

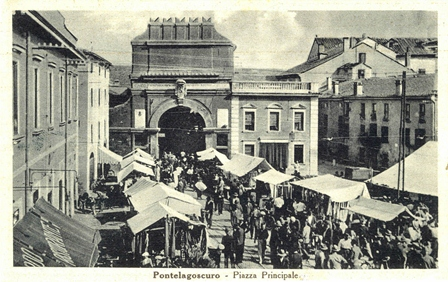
Piazza Erbe mit der Fassade der Via Coperta (1648 vom Kardinallegaten Donghi erbaut und 1671 um Lagerhäuser erweitert) vor dem Zweiten Weltkrieg. Die andere Fassade blickte direkt auf den Flusshafen.

Zwischen dem Ende des 19. und dem Anfang des 20. Jahrhunderts erlebte Pontelagoscuro eine rasante wirtschaftliche und industrielle Entwicklung: Es gab drei Zuckerfabriken, drei Brennereien, zwei Mühlen, eine Fabrik für Düngemittel, eine Seifenfabrik und verschiedene andere kleine Unternehmen.

Dank der Eisenbahn (seit 1862 mit der Strecke Pontelagoscuro-Bologna), des Binnenhafens und der Bundesstraße waren in Pontelagoscuro viele Spediteure ansässig. Im Jahr 1912 wurde Pontelagoscuro durch die Straßenbahnlinie Ferrara-Pontelagoscuro mit dem Stadtzentrum von Ferrara verbunden, die jedoch 1939 wieder eingestellt wurde.
Die Bombardierung durch die Alliierten (34 Angriffe) im Jahr 1944 hat alle Spuren des alten Dorfes ausgelöscht. Die Zerstörung wurde offiziell mit 100 % angegeben. Nach dem Zweiten Weltkrieg erfolgte der Neubau der Stadt 600 Meter vom Fluss entfernt. Zugleich erfolgte ein Wiederaufbau des alten Ortskernes, der ohnehin zu 50 % von den neuen Po-Dämmen eingenommen wurde, ohne Rücksicht auf das ursprüngliche Straßennetz und wird als Pontelagoscuro „Vecchio“ bezeichnet. Das neue Zentrum, auch Pontelagoscuro „Nuovo“ genannt, hat einen rechteckigen Grundriss und besteht aus einem orthogonalen und parallelen Straßennetz, das in süd-nordöstlicher Richtung verläuft. Seit den 50er Jahren hat Pontelagoscuro ein starkes Bevölkerungswachstum verzeichnet, zu dem die Zuwanderung von Arbeitern aus den nördlichen Marken nach der Schließung der Schwefelabbaugebiete in den Gemeinden Cabernardi, Sassoferrato, Arcevia, Pergola und Bellisio Solfare, die sich über die Provinzen Pesaro und Urbino und Ancona erstrecken, wesentlich beigetragen hat.

## Denkmäler und Sehenswürdigkeiten
- Radweg Destra Po: Es handelt sich um einen 120 km langen Radweg, der am Ufer des Po in der Provinz Ferrara von Stellata di Bondeno nach Pontelagoscuro (36 km), von Pontelagoscuro nach Ro Ferrarese (15 km), von Ro Ferrarese nach Serravalle (28,5 km), von Serravalle nach Mesola (20,5 km), von Mesola nach Gorino Ferrarese (22,5 km) verläuft. Er wurde am 9. September 2001 eröffnet.[2]
- Oasi Isola Bianca - Oase zum Schutz der Fauna

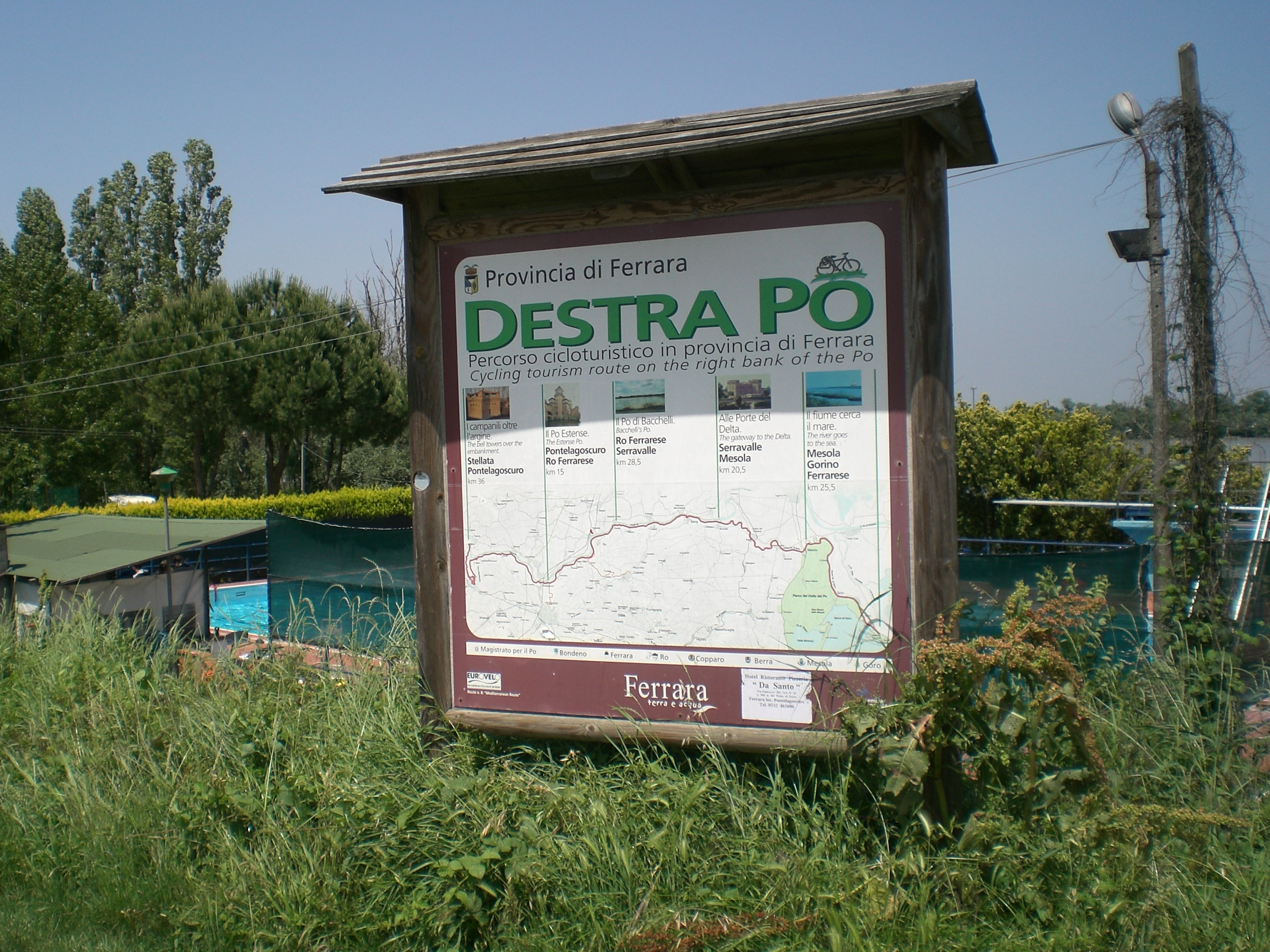
Schild am Beginn der Destra Po

## Gesellschaft

### Institutionen, Einrichtungen und Verbände
Neben den städtischen Ämtern (Stadtrat, Präsidium, Sekretariat, Standesamt) sind im Bürgerzentrum auch einige Gesundheitsdienste (Ambulanz, Blutuntersuchungen, Spezialambulanzen, Kinderklinik), der Sitz der Stadtpolizei und Büros verschiedener Institutionen, Vereine und Gewerkschaften untergebracht. Der Komplex beherbergt auch das Postamt von Pontelagoscuro und den Ausstellungssaal, der nach dem Maler von Pontelagoscuro, Nemesio Orsatti, benannt ist und in dem jedes Jahr Kunstausstellungen und andere Veranstaltungen stattfinden.
Im Gebiet von Pontelagoscuro gibt es zahlreiche weitere Einrichtungen, darunter das Sozialzentrum „Il Quadrifoglio“, das in den 70er Jahren als Seniorenzentrum gegründet wurde, sich inzwischen aber zu einem Sozialzentrum mit verschiedenen Einrichtungen entwickelt hat, darunter ein Auditorium für über 1.000 Personen. In der Stadt gibt es außerdem einen ACLI-Club, einen ARCI-Club, die Società Canottieri Ferrara A.S.D. und die Genossenschaft Germoglio. Viele von ihnen haben sich im Jahr 2000 zum Comitato Vivere Insieme (Komitee für ein gemeinsames Leben) zusammengeschlossen, das durch die Koordinierung der verschiedenen Interessen und Kompetenzen das ganze Jahr über verschiedene Veranstaltungen organisiert und kleine soziale Initiativen finanziert. Weitere Einrichtungen sind die neu gegründete Pro Loco von Pontelagoscuro, die Pfarrei San Giovanni Battista und die Theatergenossenschaft „Teatro Nucleo“, die das Theater Julio Cortazar in der Via della Ricostruzione 40 (Ex Cinema Po) betreibt.

## Kultur

### Tito-Salomoni-Preis
Der nach dem lokalen Maler Tito Salomoni benannte Preis wird vom Zentrum für soziale Förderung Quadrifoglio organisiert, das seit 1993 jährlich die Grund- und Mittelschulen der Stadt einbezieht.

### Küche
Das bekannteste und berühmteste Produkt der Region Ferrara ist die Süßspeise „Mandurlin dal pont“. Die Mandurlin sind kleine Kekse, die aus einem mit Zucker und Mandeln aufgeschlagenen Eiweißschaum gebacken werden. Sie schmelzen auf der Zunge und haben einen sehr feinen Geschmack. Der Ursprung dieser Delikatesse wird auf ein historisches Ereignis zurückgeführt: den außergewöhnlichen Besuch von Papst Pius IX. im Jahr 1857, der sie angeblich in der Konditorei Apollo an der Promenade unterhalb der Via Coperta probierte.

## Siedlungsgeographie

### Stadtplanung
Das Siedlungsgebiet der Gemeinde erstreckt sich vom Stadtteil Barco im Süden bis zu den Ufern des Po im Norden. Das Straßennetz wurde in den letzten Jahren durch neue Verkehrsführungen, Straßenschilder und Straßenbeleuchtung erheblich verbessert. Die Ortschaft weist daher einen überwiegend Nord-Süd verlaufenden Grundriss auf, der sich entlang der Hauptstraße und im Westen entlang der Via Vallelunga gliedert.

### Administrative Gliederung
Im Zuge der Dezentralisierungsreform, bei der die alten Gemeinden abgeschafft und 11 Bezirke geschaffen wurden, wurde Pontelagoscuro Sitz des Circoscrizione Barco-Pontelagoscuro der Gemeinde Ferrara. Nach einer weiteren Reform, bei der die Zahl der Bezirke von 11 auf 8 reduziert wurde, wurde Pontelagoscuro 1990 Sitz des Circoscrizione Zona Nord, der Francolino, Pescara, Sabbioni und Fossadalbero umfasste. Bei einer weiteren Reform im Jahr 2009 wurden die Bezirke zu 4 Bezirken zusammengelegt. Der Circoscrizione Nord, zu dem die Stadt gehört und dessen bevölkerungsreichstes Zentrum sie ist, umfasst nun auch den ehemaligen Circoscrizione Nord-Ovest. Pontelagoscuro ist weiterhin der Sitz des Circoscrizione Nord.

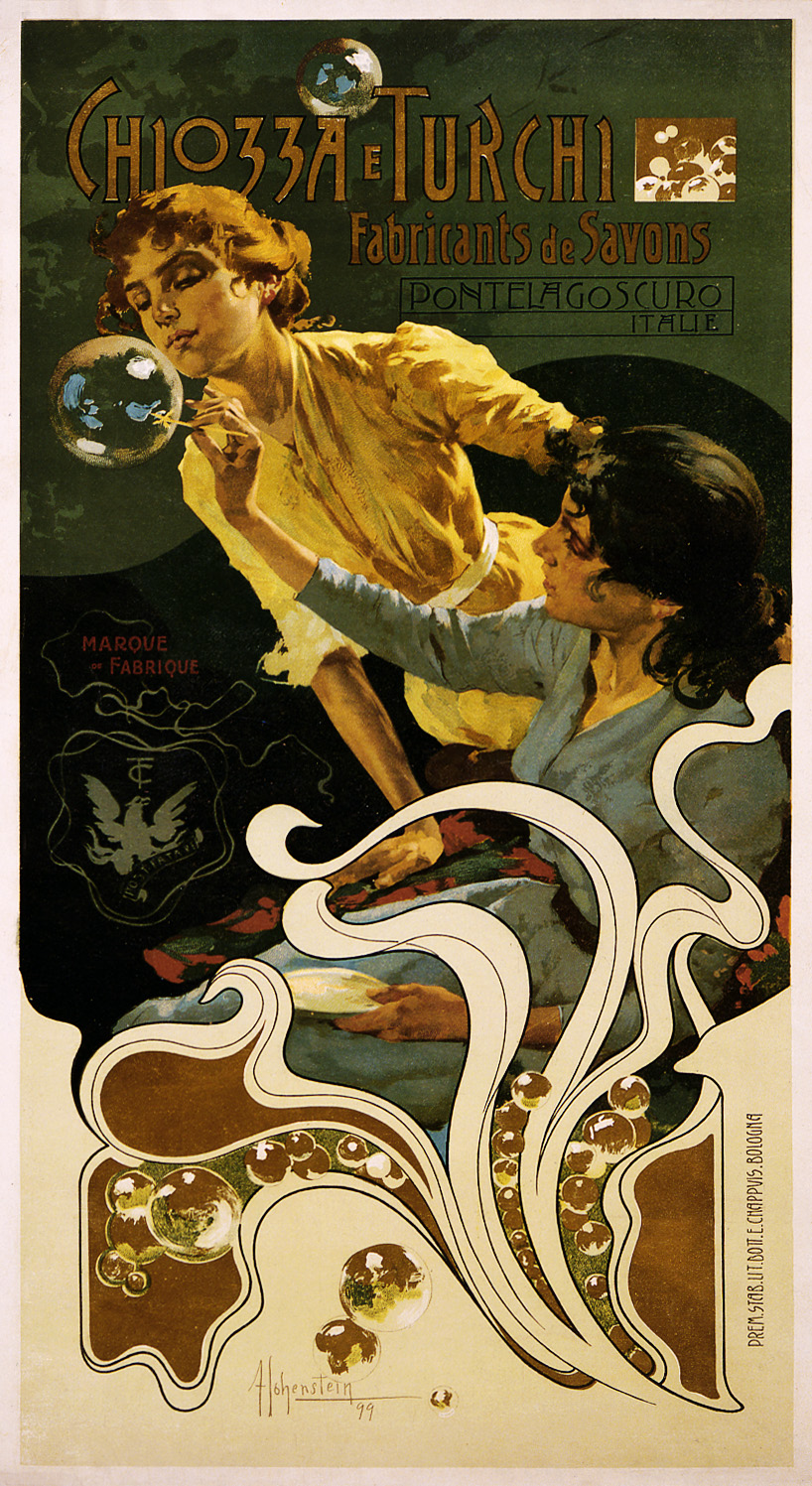
Anzeige von 1899 einer Seifenfabrik in Pontelagoscuro

## Wirtschaft
Die wichtigsten Wirtschaftszweige sind Chemische Industrie, Lebensmittelindustrie und der Großhandel. Die Hauptaktivität waren früher die Zuckerfabriken. Seit dem 1. Januar 2008 hat auch die letzte noch in Betrieb befindliche Fabrik ihre Produktion eingestellt. Das Gebiet, in dem die wichtigsten wirtschaftlichen Aktivitäten angesiedelt sind, ist der Chemiecluster.

## Infrastruktur und Verkehr

### Straßen
Die Hauptverbindungsstraße nach Ferrara ist die Via Padova, die der Strada Statale 16 Adriatica folgt. Die Hauptverkehrsader ist der Corso del Popolo. Diese Straße verbindet Pontelagoscuro über die Via Bentivoglio mit Barco und von dort mit Ferrara. Von der Piazza Buozzi, dem Marktplatz und Sitz des Circoscrizione Zona Nord, geht die Viale Girolamo Savonuzzi ab, die im Westen des Ortes in die Via Vallelunga mündet. Die Via Venezia beginnt ebenfalls an der Piazza Buozzi und verläuft in nördlicher Richtung und verbindet den „neuen“ Teil des Dorfes mit dem „alten“ Teil in der Nähe der Piazzetta Cavallini.

### Eisenbahn
Pontelagoscuro liegt an der gleichnamigen Haltestelle der Bahnstrecke Padua–Bologna, die von Trenitalia und TPER im Rahmen des Dienstleistungsvertrags mit der Region Emilia-Romagna mit Regionalzügen bedient wird.

### Häfen
Die Stadt, ein antiker Flusshafen, verfügt noch heute über einen Wasserweg, der sie vom Po mit dem Po di Volano in Ferrara und von dort mit Porto Garibaldi an der Adria verbindet. Das Projekt Idrovia Ferrarese sieht daher die Anpassung des schiffbaren Kanals für touristische und kommerzielle Zwecke durch den Bau eines neuen Hafenbeckens im Gebiet von Pontelagoscuro vor, das zusammen mit der Werft von Ferrara und dem Hafen von Porto Garibaldi den Haupthafen bilden wird.

### Urbane Mobilität
Pontelagoscuro ist durch die Linien 11A mit Endstation in Santa Maria Maddalena und 11B mit Endstation in der Via Vallelunga an das öffentliche Verkehrsnetz angeschlossen, die beide von der TPER betrieben werden